# Femei în suprarealism

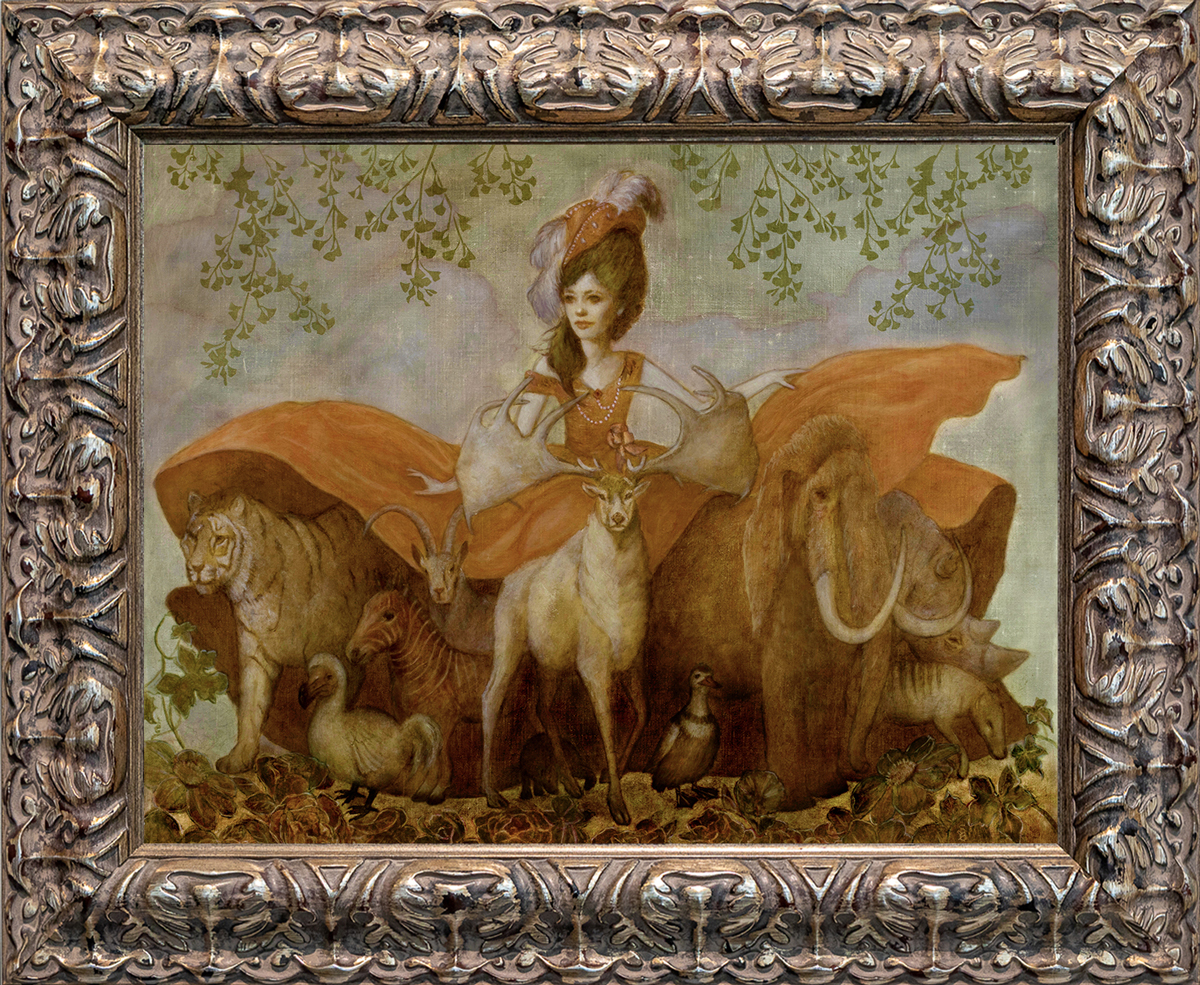
Deirdre Sullivan Beeman - Fata de demult (Long-Ago-Girl)

Femei în suprarealism (uneori Femei suprarealiste) sunt artiste de varii orientări, așa cum sunt artistele plastice vizuale, fotografele, realizatoarele de filme, scriitoarele, tipografele și altele, care sunt conectate cu mișcarea artistică a suprarealismului, începută în anii timpurii 1920.

## Designeri de modă
- Elsa Schiaparelli (1890–1973), designer de modă italian, ale cărei creații au fost puternic inspirate de suprarealism, prietenă și colaboratoare a lui Salvador Dalí și lui Leonor Fini, printre alții.[1]

## Fotografe
- Claude Cahun (1894–1954), născută Lucy Renee Mathilde Schwob, fotografă și scriitoare franceză, asociată cu mișcarea artistică a suprarealismului;
- Nusch Éluard (1906–1946), fotografă, actriță de arte performante și model francez;
- Henriette Grindat (1923–1986), una din rarele elvețience interesate de fotografia artistică, asociată cu André Breton și ulterior colaboratoare a lui Albert Camus;
- Kati Horna (1912–2000), născută Kati Deutsch (în Ungaria), fotojurnalistă mexicană, fotografă suprarealistă și profesoară;
- Ida Kar (1908–1974), fotografă suprarealistă și artistică (născută în Rusia), care a locuit și lucrat la Paris, Cairo și Londra;
- Dora Maar (1907–1997), născută Henriette Theodora Markovitch, fotografă și pictoriță franceză suprarealistă, recunoscută la valoarea sa artistică după moartea sa, cunoscută inițial doar ca partenera lui Pablo Picasso;
- Emila Medková (1928–1985), fotografă și fotojurnalistă cehă, remarcabilă în redarea citadinului urban, axată pe fotografie suprarealistă după 1947;
- Lee Miller (1907–1977), fotografă artistică și suprarealistă, fotojurnalistă de război, model american;
- Marcel Moore (1892–1972), născută Suzanne Alberte Malherbe, ilustratoare, designer, scriitoare și fotografă franceză;
- Francesca Woodman (1958–1981), fotografă americană, recunoscută postum, carea a explorat relația dintre corpul feminin și mediul înconjurător acestuia;

## Realizatoare de filme
- Germaine Dulac (1882–1942), realizatoare de filme din Franța, regizoarea filmului suprarealist din 1928 The Seashell and the Clergyman (Scoica marină și clericul);
- Nelly Kaplan (născută în 1931, în Argentina), realizatoare de filme și scriitoare neo-realistă și suprarealistă franceză;

## Pictorițe
- Gertrude Abercrombie (1909–1977), artistă plastică vizuală, originară din Chicago, inspirată de suprarealism, devenită foarte cunoscută în anii 1930 și 1940. Abercrombie a fost implicată cu scena artistică a jazz-ului, fiind apropiată de muzicieni Dizzy Gillespie, Charlie Parker și Sarah Vaughan.[2][3]
- Marion Adnams (1898–1995), pictoriță, gravoare, artist al reproducerilor de obiecte ale artelor vizuale ce necesită tipărire, cunoscută, mai ales,pentru picturile sale suprarealiste;
- Eileen Forrester Agar (1899–1991), născută în Argentina, Agar s-a mutat în Regatul Unit împreună cu familia sa, încă din copilărie, devenind cunoscută printre suprarealiștii britanici datorită colajelor sale complicate și picturilor sale cu forme organice abstracte;[4]
- Rachel Baes (1912–1983), pictoriță belgiană, care din 1929 s-a alăturat grupului suprarealist din jurul artistului plastic René Magritte;
- Fanny Brennan (1921–2001), pictoriță, care a crescut în lumea artei, petrecând timp cu en Gerald și Sara Murphy și cu Pablo Picasso. În 1941, a expus de două ori la Wakefield Bookshop gallery, iar mai târziu, în 1973, a avut trei expoziții personale, urmate de un volum, dedicat operei sale.[5]
- Emmy Bridgwater (1906–1999), artistă plastică și poetă asociată cu mișcarea suprarealistă.[6]
- Leonora Carrington (1917–2011), pictoriță britanică suprarealistă, născută în Mexic. L-a cunoscut, în 1937, pe suprarealistul Max Ernst, cu care a avut o relație complicată și dureroasă, influențând opera sa, devenită puternic autobiografică.[7]
- Ithell Colquhoun (1906–1988), pictoriță și autoare britanică suprarealistă;
- Leonor Fini (1907–1996), născută în Argentina, la Buenos Aires, și crescută și educată în Trieste, s-a întâlnit cu mișcarea suprarealistă în 1936, fiind categoric influențată artistic de aceasta, deși nu i s-a alăturat niciodată „oficial.” Pictura sa prezintă adesea imagini surprinzătoare, adesea cu sfincși și cu diverse apariții.[7]
- Jane Graverol (1905–1985), pictoriță suprarealistă begiană;
- Valentine Hugo (1887–1968), ilustratoare și desenatoare; căsătorită cu artistul modernist Jean Hugo, a participat la mișcarea suprarealistă doar între 1930 și 1936;
- Frida Kahlo (1907–1954), pictoriță mexicană, alăturată formal miscării suprarealiste de Breton însuși, deși Frida Kahlo a refuzat constant etichetarea „maestrului teoretic neîncoronat” al mișcării.[8]
- Rita Kernn-Larsen (1904–1998), artist plastic vizual, pictoriță daneză;
- Greta Knutson (1899–1983), artistă vizuală și scriitoare suprarealistă, a cărei aderență la mișcare a fost strict legată de căsătoria sa, din anii 1930 cu Tristan Tzara;
- Jacqueline Lamba (1910–1993), pictoriță franceză, a cărei aderență la mișcare a fost legată și de căsătoria sa, dintre anii 1934 și 1943 cu André Breton;
- Maruja Mallo (1902–1995), artistă vizuală spaniolă de avangardă, din Galicia, ale cărei lucrări vizuale din anii 1930 au fost influențate de suprarealism;
- Margaret Modlin (1927–1998), sculptor, pictoriță și fotografă americană, care și-a petrecut cea mai mare parte a vieții sale adulte în Spania;
- Grace Pailthorpe (1883–1971), chirurg, pictoriță și cercetătoare în psihologie;[9]
- Alice Rahon (1904–1987), artist plastic vizual mexicano-francez, ale cărei lucrări au constituit începutul expresionismului abstract din Mexic;
- Edith Rimmington (1902–1986), artist plastic vizual și fotografă britanică;
- Penelope Rosemont ((născută în 1942), scriitoare și pictoriță americană, care s-a alăturat mișcării în 1965, prin aderarea la grupul suprarealist din Paris, unde l-a întâlnit pe Andre Breton. Ulterior, în Chicago, Rosemont și prietenii ei au organizat un grup suprarealist local, conectat direct cu grupul lui Breton. Picturile sale au fost expuse în 1986 la Bienala din Veneția;
- Kay Sage (1898–1963), artistă vizuală și poetă americană, care a fost activă în mișcarea suprarealistă din 1936, rămânând o suprarealistă  până la moartea sa. Fiind practic un membru constant al Perioadei de aur și al suprarealismului postbelic, Kay Sage este ușor de recunoscut prin temele sale cvasi-permanente, care conțin structuri arhitecturale elaborate în exterioare vaste și stranii. S-a căsătorit în 1940 în Nevada cu Yves Tanguy, rămânând împreună până la decesul subit al acestuia din 1955.[7]
- Ángeles Santos Torroella (1911–2013), pictoriță spaniolă din Catalania, cu lucrări și teme interesante în stadiile timpuri ale carierei sale artistice;
- Eva Švankmajerová (1940–2005), pictoriță, ceramistă și scriitoare cehă, cu colaborări semnificative la trei filme suprarealiste, Alice (realizat în 1988), Faust (realizat în 1984) și Conspiratori ai plăcerii (realizat în 1996), realizate de soțul său, Jan Švankmajer
- Dorothea Tanning (1910–2012), scriitoare, poetă, sculptoriță, tipografă și pictoriță americană, a cărei operă timpurie a fost puternic influențată de suprarealism. S-a alăturat mișcării suprarealiste în anii 1940, în New York City, fiind căsătorită cu colegul suprarealist Max Ernst pentru mult timp.[10]
- Bridget Bate Tichenor (1917–1990), născută la Paris, de descendență britanică, stabilită în Mexic, Bridget Tichenor a activat ca un critic și editor de modă, dar și ca pictoriță suprarealistă de artă fantastică, în maniera realismului magic.
- Toyen (1902–1980), pictoriță, desenatoare și ilustratoare cehă, membră pe viață a mișcării suprarealiste;
- Remedios Varo (1908–1963), pictoriță catalano-spaniolă, care, aidoma altor suprarealiste, s-a mutat în Mexic, apoi, fiind căsătorită cu poetul suprarealist Benjamin Peret, Varo a devenit cunoscută prin picturi suprarealiste, cu tente clare de vis, în care se regăsește constant aparatură științifică de varii dimensiuni și funcții.[7][11]

## Scriitoare
- Aase Berg (născută în 1967), poetă, scriitoare și critic literar suedez, una din membri fondatori ai Grupului suprarealist din Stockholm în 1986;
- Lise Deharme (1898–1980), scriitoare franceză, asociată cu mișcarea suprarealistă;
- Irène Hamoir (1906–1994), romancieră și poetă din Belgia;
- Joyce Mansour (1928–1986), poetă egipteano-franceză, care a cunoscut mișcarea suprarealistă la Cairo, mutându-se apoi la Paris în 1953;
- Olga Orozco (1920–1999), poetă argentiniană din generația suprarealistă cunoscută ca Tercera Vanguardia;
- Alejandra Pizarnik (1936–1972), poetă argentiniană influențată puternic de mișcarea suprarealistă și de generația suprarealistă argentiniană;[12]
- Valentine Penrose (1898–1978), poetă, autoare, scriitoare și artist de colaj francez, cu varii contribuții suprarealiste;
- Gisèle Prassinos (1920–2015), scriitoare franceză de origine greacă, asociată cu suprarealismul încă de la vârsta de 14 ani;
- Guia Risari (născută în 1971), scriitoare, eseistă, romancieră și traducătoare italiană;
- Penelope Rosemont (născută în 1942), pictoriță, editoare, critic de artă, scriitoare și artist de colaj americană, cofondatoare a grupului suprarealist Grupul suprarealist din Chicago (en Chicago Surrealist Group). În calitatea sa de critic și editor a publicat antologia Femei din suprarealism (en Surrealist Women) demonstrând larga contribuție a femeilor la suprarealism.
- Ginka Steinwachs (născută în 1942), critic de artă literar și de artă, academic german, a cărei teză de doctorat despre André Breton a fost publicată sub titlul de Mythologie des Surrealismus (Mitologia suprarealismului);
- Blanca Varela (1926–2009), poetă peruviană, a cărei întreagă poezie a fost caracterizată de Octavio Paz ca fiind „de-a lungul liniei spirituale a suprarealismului.”[13]
- Haifa Zangana (născută în 1950), scriitoare irakiană activă în cercurile suprarealiste din Londra;[14]
- Unica Zürn (1916–1970), artist plastic și scriitoare germană, creatoare de poezie de tip anagramă, a practicat automatisme în desene și picturi suprarealiste, colaborând, printre altele, cu Hans Bellmer. ca modelul său fotografic.

## Sculptorițe
- Elisa Breton (1906–2000), artistă vizuală franceză, născută în Chile, pianistă clasică de concert, a treia soție a lui André Breton după decesul prin înecare a fiicei ei Ximena, a devenit apoi o adeptă și o practicantă a suprarealismului prin realizarea de fr cutii suprarealiste.
- Méret Oppenheim (1913–1985), fotografă și sculptoriță germano-elvețiană, una din modelele cele mai faimoase ale lui Man Ray's models. Sculptura ei cea mai faimoasă este en  Mic dejun în blană, constând dintr-o ceașcă de ceai, o farfurie și o linguriță acoperite complet în blană maro moale.[7]
- Mimi Parent (1924–2005), artistă vizuală din Canada, descrisă succint de Breton ca una din „forțele vitale ale suprarealismului”, a excelat prin realizarea de „obiecte de pictură”, care sunt hibrizi între pictură și sculptură.
- Alina Szapocznikow (1926–1973), artist vizual și sculptoriță poloneză, supraviețuitoare a Holocaustului, care după stabilirea la Paris, în anii târzii 1940, urmată de expunerea la lucrările lui Jean Arp și Alberto Giacometti, în special, dar și a altor artiști ai mișcării, a practicat o sculptură suprarealistă având ca motiv principal distorsionarea corpului uman.

## Altele
- Sheila Legge (1911–1949), artistă de performanță suprarealistă, cea mai bine cunoscută pentru performața sa din 1936 din cunoscuta Trafalgar Square (Piața Trafalgar), spectacol cu care s-a deschis Expoziția internațională suprarealistă de la Londra (en London International Surrealist Exhibition). Legge a prezentat un ansamblu scenic, inspirat de una din picturile lui Salvador Dalí, având capul total acoperit de un aranjament floral.[15]

## Galerie

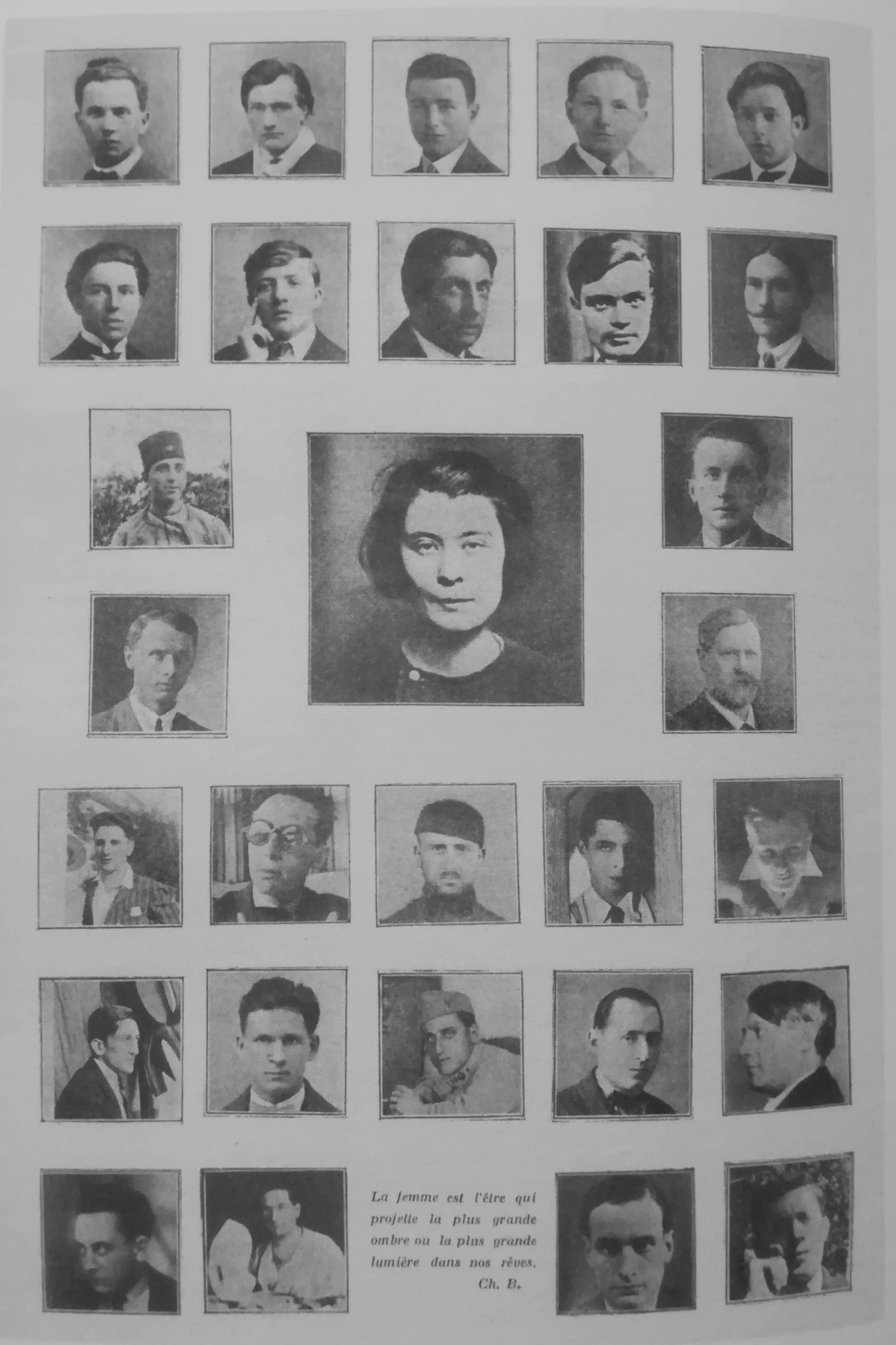
Pagina 17 din La Révolution surréaliste, data de 1 decembrie 1924
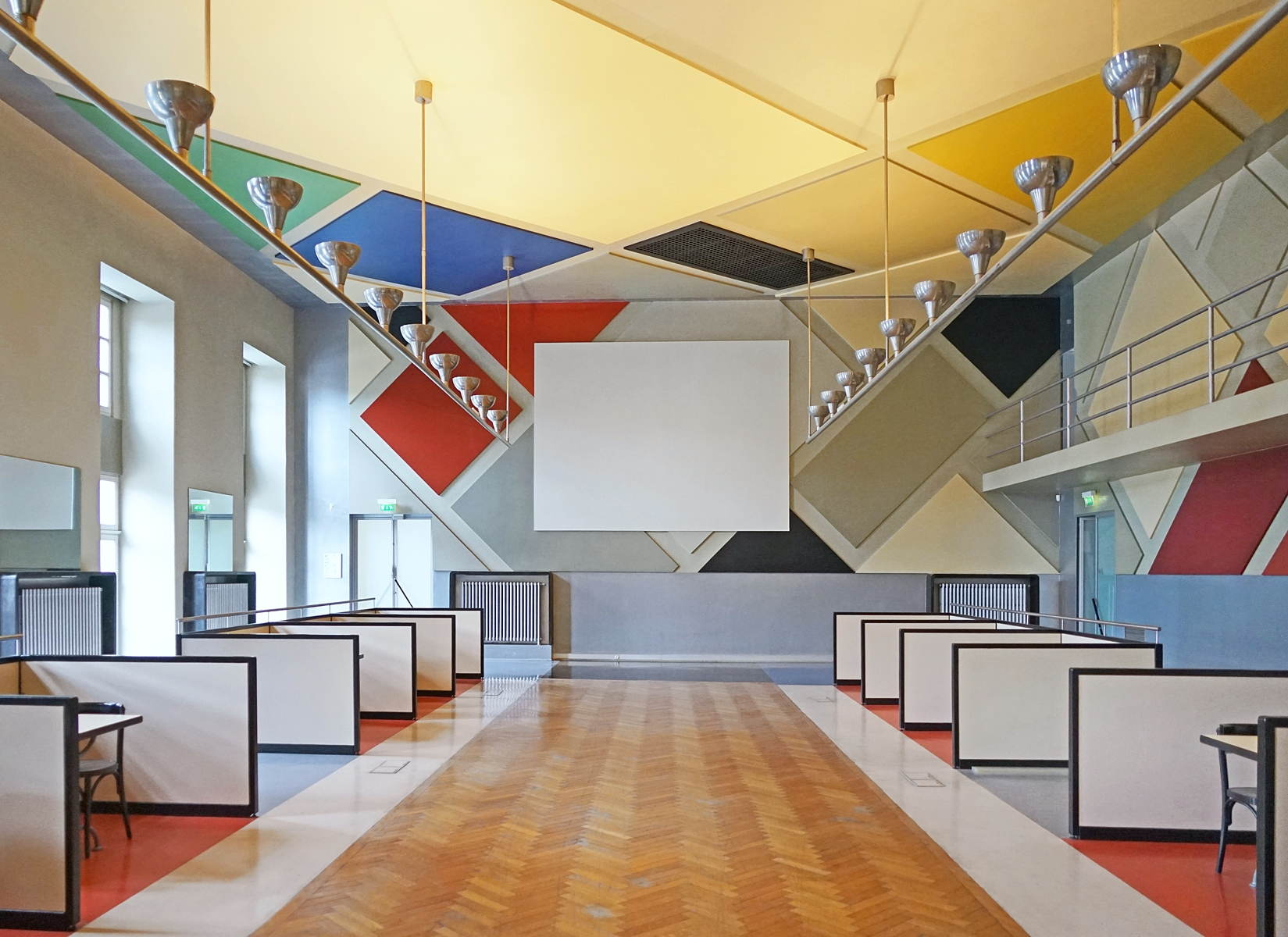
Le ciné-dancing de l'Aubette în 1928, actualmente la Muzeul din Strasbourg (fotografie de Jean-Pierre Dalbéra, 2016)
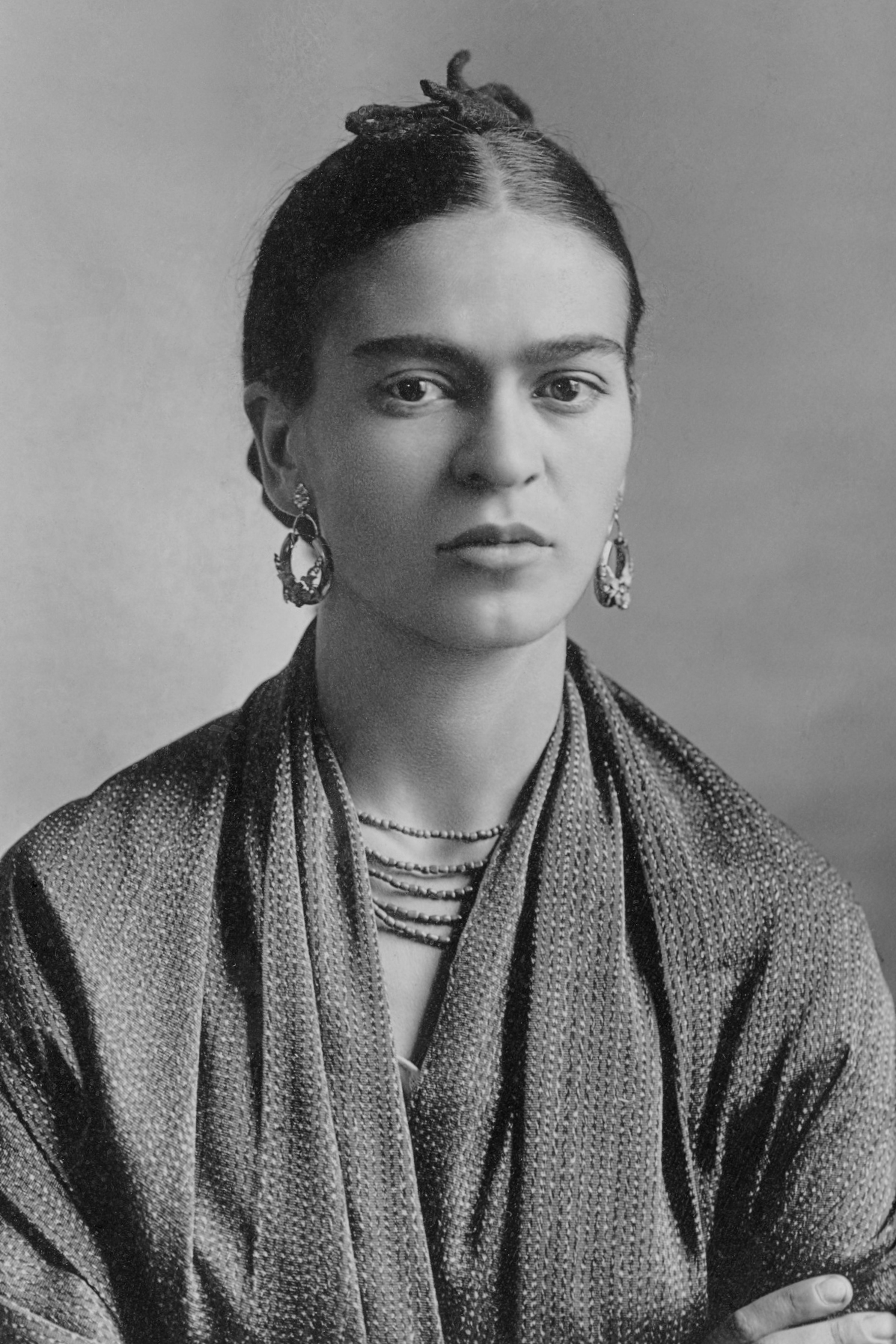
Portretul Fridei Kahlo (din 18 octombrie 1932), realizat de tatăl ei, fotograful Guillermo Kahlo  (1871 – 1941)
Patru spații și cercuri roșii de Myriam Thyes după o lucrare din 1932 a Sophiei Taeuber Arp
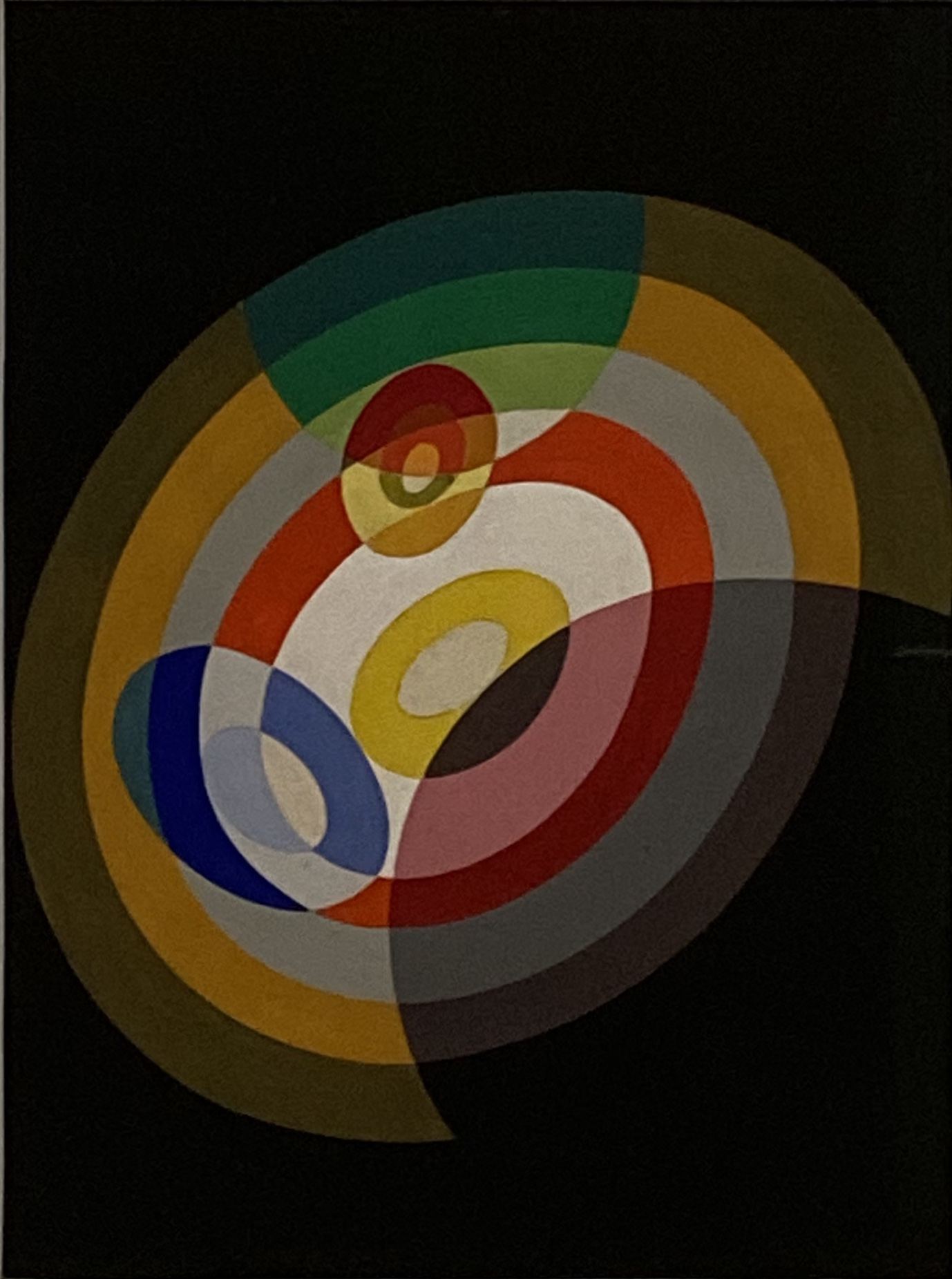
Liniile verii de Sophie Taeuber Arp, 1941
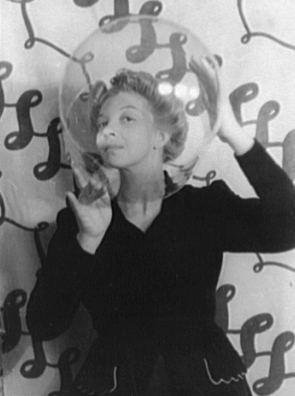
Portretul lui Leonor Fini realizat, în anii 1950, de fotograful american Carl Van Vechten (1880 - 1964)
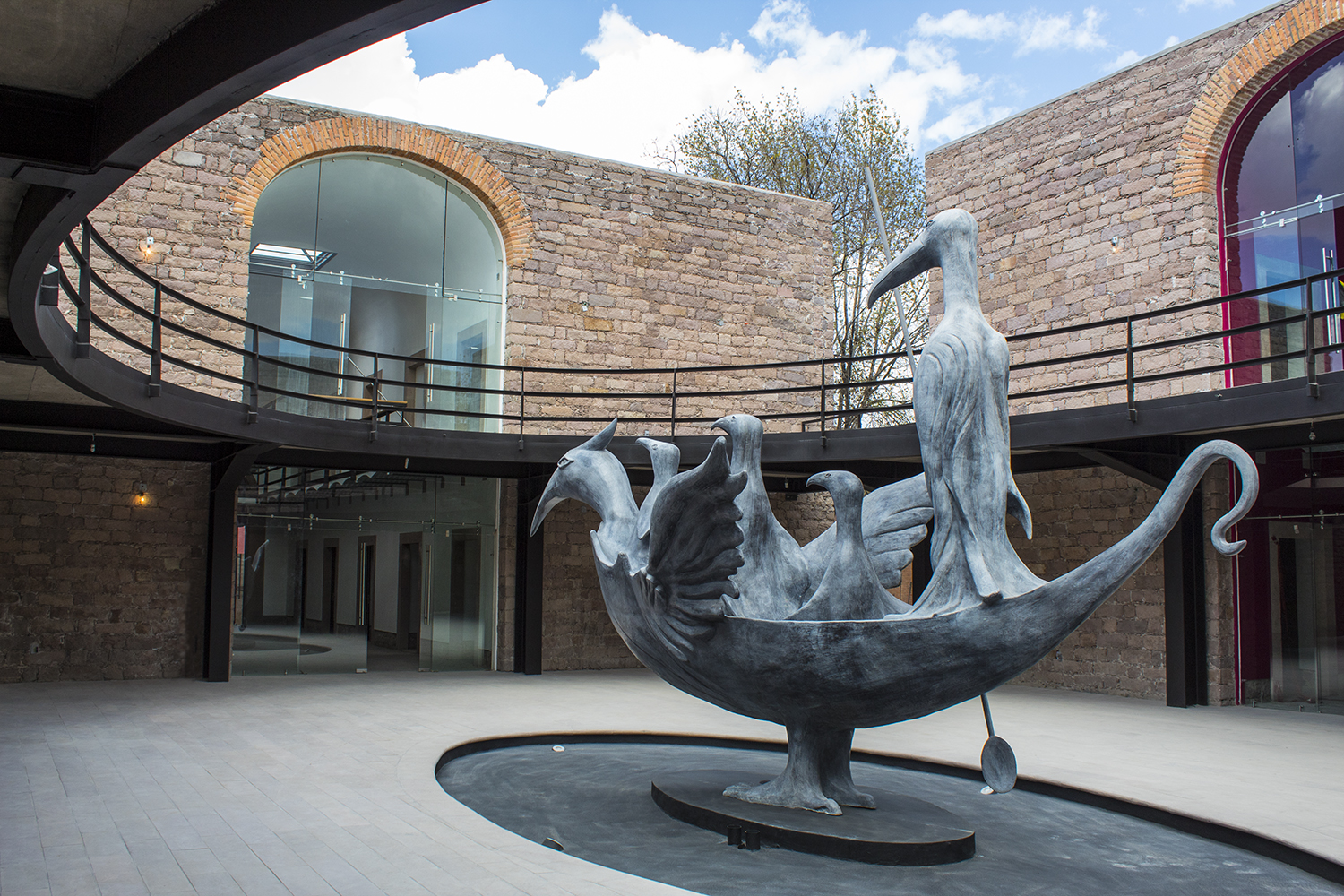
Patio barca garzas de Leonora Carrington, curte interioară a Museo Leonora Carrington, muzeu cu două locații, situat în două orașe, San Luis Potosí și Xilitla, din statul mexican San Luis Potosí
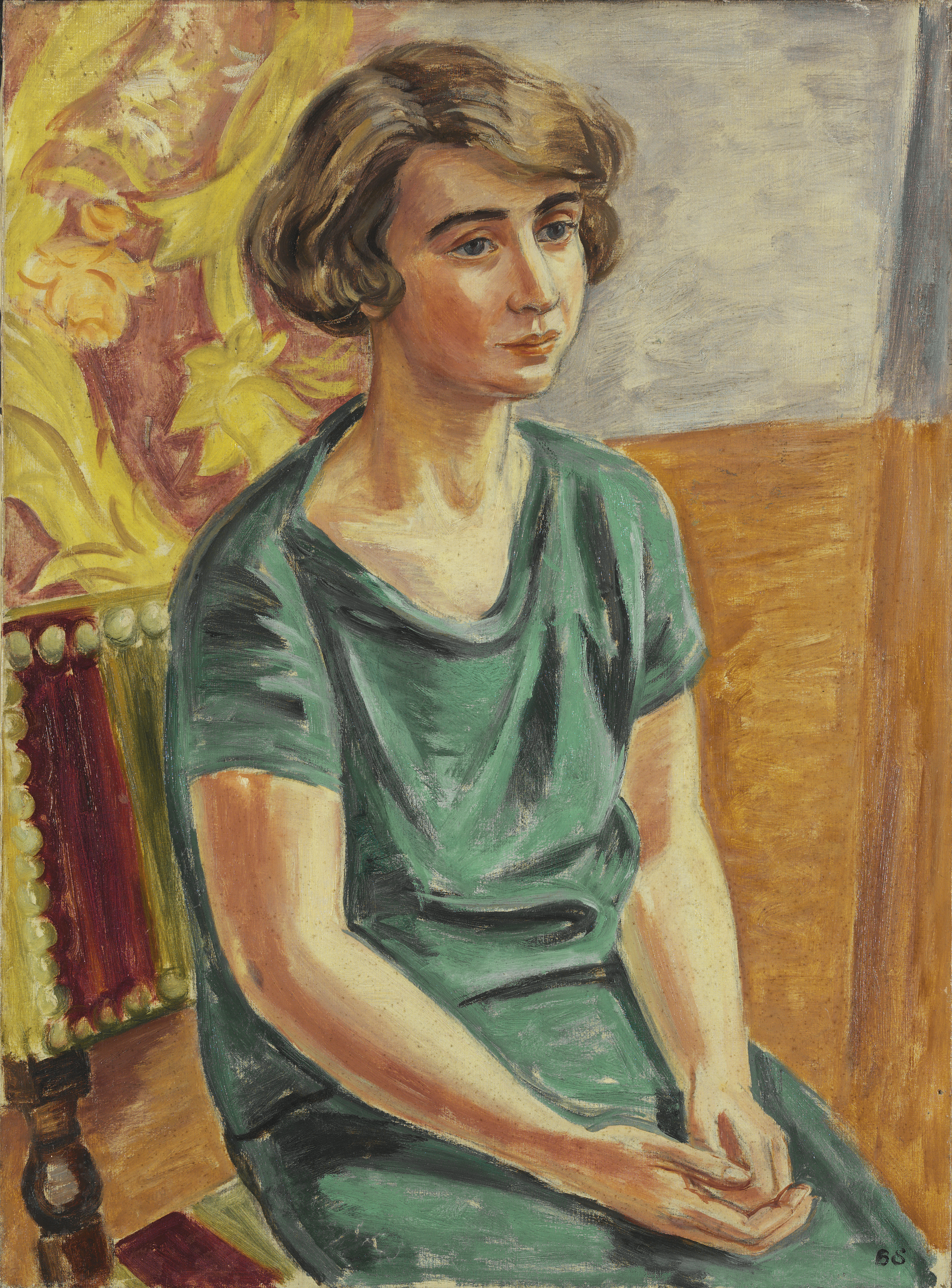
Portretul Gretei Knutson realizat de Birger Simonsson (1883 – 1938)
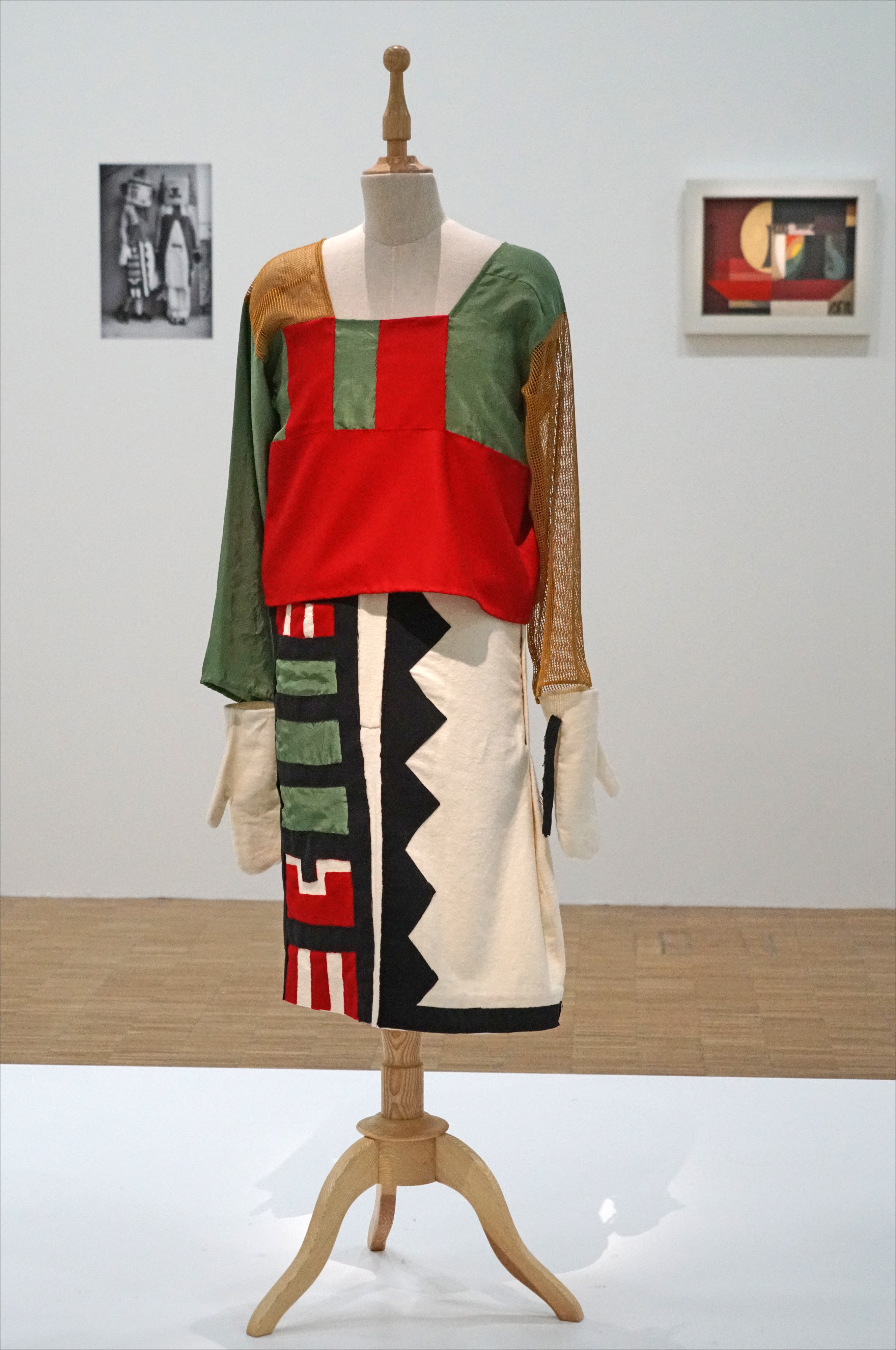
Costum nativ american Hopi de Sophie Taeuber Arp (Centre Pompidou, Paris)
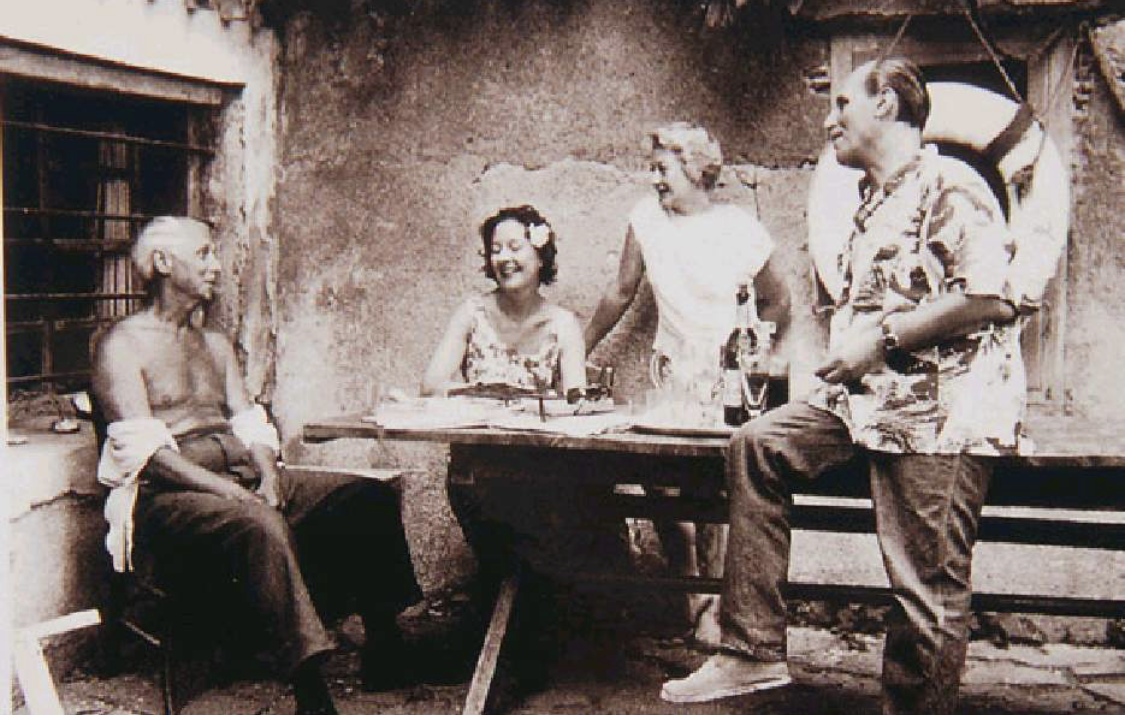
Willy Mucha, Rolande Mucha, Max Ernst și Dorothea Tanning — 15 august 1960, autor Willy Mucha

## Articole conexe
- Suprarealism
- Femei în artă
- Femei în fotografie
- Femei în pictură
- Listă de femei implicate în arte din secoul al XX-lea
- Whitney Chadwick